# Russell Westbrook
Russell Westbrook (n. 12 noiembrie 1988, Long Beach, California, SUA) este un baschetbalist american care evoluează pentru Los Angeles Clippers în National Basketball Association. A debutat în NBA pentru Oklahoma City Thunder. În 2017, a fost numit MVP-ul competiției. Westbrook a fost cel mai bun marcator în 2015 și 2017; el a avut și cele mai multe assist-uri în 2018 și 2019. A primit premiul Best Male Athlete ESPY Award acordat de ESPN în 2017.